# Pino sulla Sponda del Lago Maggiore
Pino sulla Sponda del Lago Maggiore est une commune italienne de la province de Varèse dans la région Lombardie en Italie.

## Toponyme
Découle clairement du latin pinus : pin. 

## Administration
| Période                                  | Période  | Identité      | Étiquette | Qualité            |
| ---------------------------------------- | -------- | ------------- | --------- | ------------------ |
| 29/5/2007                                | En cours | Mauro Fiorini |           | haut fonctionnaire |
| Les données manquantes sont à compléter. |          |               |           |                    |

### Hameaux
Zenna, Monti di Pino, Alpe Cortiggia, Piano Volpera, Bersona, Mulinaccio, Alpe Tabia, Piano della Rogna, Alpe di Piero